# Episodi di Uta no Prince-sama
Questa è la lista degli episodi della serie televisiva anime Uta no Prince-sama.
La prima stagione, intitolata Uta no Prince-sama : Maji Love 1000% (うたの☆プリンスさまっ♪マジLOVE1000％?), andò in onda in Giappone dal 2 luglio al 30 settembre 2011, mentre la seconda stagione, Uta no Prince-sama: Maji Love 2000% (うたの☆プリンスさまっ♪マジLOVE2000％?), andò in onda da aprile a giugno 2013. Una terza stagione fu trasmessa dal 5 aprile 2015 con il titolo Uta no Prince sama: Maji Love Revolutions, concludendosi il 27 giugno 2015, data nella quale fu annunciata la realizzazione di un ulteriore seguito. La quarta stagione, dal titolo Uta no Prince-sama Maji LOVE Legend Star, andò in onda dal 2 ottobre 2016.

## Uta no Prince-sama: Maji Love 1000%
| Nº | Titolo italiano (traduzione letterale) Giapponese 「Kanji」 - Rōmaji                                         | In onda           | In onda |
| Nº | Titolo italiano (traduzione letterale) Giapponese 「Kanji」 - Rōmaji                                         | Giapponese        |         |
| 1  | Bussola di sette colori 「七色のコンパス」 - Nanairo no konpasu                                              | 3 luglio 2011     |         |
| 2  | Un nuovo genere di melodia 「BRAND NEW MELODY」 - BRAND NEW MELODY                                           | 10 luglio 2011    |         |
| 3  | Bussando alla mente 「Knocking on the mind」 - Knocking on the mind                                          | 17 luglio 2011    |         |
| 4  | Credi al cuore fino alla fine del mondo 「世界の果てまでBelieve Heart」 - Sekai no hate made Believe Heart   | 24 luglio 2011    |         |
| 5  | Spirito cavalleresco, corri a tutta velocità! Combatti! 「男気全開 Go!Fight!!」 - Otokoke zenkai Go! Fight!! | 31 luglio 2011    |         |
| 6  | Un urlo da Orione 「オリオンでSHOUT OUT」 - Orion de SHOUT OUT                                               | 7 agosto 2011     |         |
| 7  | Cuore sensibile 「Feeling Heart」 - Feeling Heart                                                            | 14 agosto 2011    |         |
| 8  | Amore vero 「Eternity Love」 - Eternity Love                                                                 | 21 agosto 2011    |         |
| 9  | Tessendo sogni 「紡いだ夢たち」 - Tsumuida yume-tachi                                                        | 28 agosto 2011    |         |
| 10 | Dai, cantiamo! 「さぁ、Let's song!!」 - Sā, Let' s song!!                                                    | 4 settembre 2011  |         |
| 11 | Mappa del futuro 「未来地図」 - Mirai chizu                                                                  | 11 settembre 2011 |         |
| 12 | Il cuore di un bambino perduto 「迷子のココロ」 - Maigo no kokoro                                            | 18 settembre 2011 |         |
| 13 | Amore serio al 1000% 「マジLOVE1000%」 - Maji LOVE 1000%                                                     | 25 settembre 2011 |         |

## Uta no Prince-sama: Maji Love 2000%
| Nº  | Titolo italiano (traduzione letterale) Giapponese 「Kanji」 - Rōmaji | In onda          | In onda |
| Nº  | Titolo italiano (traduzione letterale) Giapponese 「Kanji」 - Rōmaji | Giapponese       |         |
| 1   | Bacio velenoso 「ポワゾンKISS」 - Powazon KISS | 3 aprile 2013    |         |
| 2   | Reincarnazione d'amore 「愛のREINCARNATION」 - Ai no Rīnkānēshon | 10 aprile 2013   |         |
| 3   | Vere ali 「TRUE WING」 - TRUE WING | 17 aprile 2013   |         |
| 4   | Love Sakura 「恋桜」 - Koizakura | 24 aprile 2013   |         |
| 5   | Sorriso magico 「SMILE MAGIC」 - SMILE MAGIC | 1º maggio 2013   |         |
| 6   | Orange Rhapsody 「オレンジラプソディ」 - ORANJI RAPUSODI | 8 maggio 2013    |         |
| 7   | Promessa a Sirius 「シリウスへの誓い」 - Shiriusu he no chikai | 15 maggio 2013   |         |
| 8   | Fantasia delle stelle 「星のファンタジア」 - Hoshi no Fantajia | 22 maggio 2013   |         |
| 9   | We Are Starish 「We are ST☆RISH」 - We are STARISH | 29 maggio 2013   |         |
| 10  | Crystal Time 「CRYSTAL TIME」 - CRYSTAL TIME | 5 giugno 2013    |         |
| 11  | Sinfonia del sognatore 「夢追人へのSymphony」 - Yumeoibito he no Symphony | 12 giugno 2013   |         |
| 12  | Heaven's Gate 「HE☆VENS GATE」 - Heavens Gate | 19 giugno 2013   |         |
| 13  | Amore serio al 2000% 「マジLOVE2000％」 - Maji LOVE 2000% | 26 giugno 2013   |         |
| OAV | Uta no Prince-sama: Maji Love 1000% - Shining Star Xmas 「うたの☆プリンスさまっ♪ マジLOVE2000% - Shining Star Xmas」 - Uta no☆Purinsu-sama♪: Maji Love 2000% - Shining Star Xmas | 25 dicembre 2013 |         |

## Uta no Prince-sama: Maji Love - Revolutions
| Nº | Giapponese 「Kanji」 - Rōmaji                                                  | In onda        | In onda |
| Nº | Giapponese 「Kanji」 - Rōmaji                                                  | Giapponese     |         |
| 1  | 「The dice are cast」 - The dice are cast                                      | 5 aprile 2015  |         |
| 2  | 「GOLDEN☆STAR」 - GOLDEN☆STAR                                                  | 12 aprile 2015 |         |
| 3  | 「EMOTIONAL LIFE」 - EMOTIONAL LIFE                                            | 19 aprile 2015 |         |
| 4  | 「Innocent Wind」 - Innocent Wind                                              | 26 aprile 2015 |         |
| 5  | 「Code: T.V.U」 - Code: T.V.U                                                  | 3 maggio 2015  |         |
| 6  | 「Saintly Territory」 - Saintly Territory                                      | 10 maggio 2015 |         |
| 7  | 「ONLY ONE」 - ONLY ONE                                                        | 17 maggio 2015 |         |
| 8  | 「ORIGINAL RESONANCE」 - ORIGINAL RESONANCE                                    | 24 maggio 2015 |         |
| 9  | 「NEVER...」 - NEVER...                                                        | 31 maggio 2015 |         |
| 10 | 「Answer」 - Answer                                                            | 7 giugno 2015  |         |
| 11 | Thank you 「サンキュ」 - Sankyu                                                | 14 giugno 2015 |         |
| 12 | Evolution Eve 「エボリューション・イヴ」 - Eboryūshon ivu                      | 21 giugno 2015 |         |
| 13 | Maji Love Revolutions 「マジLOVEレボリューションズ」 - Maji LOVE reboryūshonzu | 28 giugno 2015 |         |

## Uta no Prince-sama: Maji Love Legend Star
| Nº | Giapponese 「Kanji」 - Rōmaji                                        | In onda          | In onda |
| Nº | Giapponese 「Kanji」 - Rōmaji                                        | Giapponese       |         |
| 1  | 「Turning Dreams Into Music!」 - Turning Dreams Into Music!          | 2 ottobre 2016   |         |
| 2  | 「KIZUNA」 - KIZUNA                                                  | 9 ottobre 2016   |         |
| 3  | 「Mighty Aura」 - Mighty Aura                                        | 16 ottobre 2016  |         |
| 4  | 「Justice Impulse」 - Justice Impulse                                | 23 ottobre 2016  |         |
| 5  | 「Visible Elf」 - Visible Elf                                        | 30 ottobre 2016  |         |
| 6  | 「Lovely Eyes」 - Lovely Eyes                                        | 5 novembre 2016  |         |
| 7  | 「Grown empathy」 - Grown empathy                                    | 12 novembre 2016 |         |
| 8  | 「Lasting Oneness」 - Lasting Oneness                                | 19 novembre 2016 |         |
| 9  | 「NEXT DOOR」 - NEXT DOOR                                            | 26 novembre 2016 |         |
| 10 | 「We Believe You」 - We Believe You                                  | 3 dicembre 2016  |         |
| 11 | 「未来、夢、ありがとう...そして!」 - Mirai, yume, arigatō...Soshite! | 10 dicembre 2016 |         |
| 12 | 「Three Shining Stars」 - Three Shining Stars                        | 17 dicembre 2016 |         |
| 13 | 「WE ARE STARISH!!」 - WE ARE STARISH!!                              | 24 dicembre 2016 |         |